# Penicillium roqueforti
Penicillium roqueforti é um vulgar fungo saprófito, que aparece na natureza e pode ser isolado do solo, degradando substâncias orgânicas e partes vegetais. A principal utilização industrial deste fungo é a produção de queijos azuis, como o Roquefort, agentes aromatizantes, antifúngicos, polissacarídeos, proteases e outras enzimas.
O principal uso industrial deste fungo é a produção de queijo azul, agentes aromatizantes, antifúngicos, polissacarídeos, protease e outras enzimas. O fungo tem sido um constituinte do  Roquefort, Stilton, Azul dinamarquês, Cabrales, Gorgonzola e outros queijos azuis que os seres humanos sabem ter comido desde cerca de 50 dC; O queijo azul é mencionado na literatura até o ano 79, quando Plínio, o Velho observou seu rico sabor.